# Ha (folk)
Ha, även Abaha och Waha, är ett bantufolk i Kigomaregionen i den västra delen av Tanzania, bestående av drygt en miljon människor (2005). De har väsentligen varit jordbrukare och hållit boskap, men i deras norra områden har tsetseflugan gjort djurhållning omöjlig. Där har därför jakt och honungssamlande haft stor betydelse. På senare år har många män från ha-folket vandrat till kusten för att arbeta på sisalplantager där.